# Xã Montpelier, Quận Stutsman, Bắc Dakota
Xã Montpelier (tiếng Anh: Montpelier Township) là một xã thuộc quận Stutsman, tiểu bang Bắc Dakota, Hoa Kỳ. Năm 2010, dân số của xã này là 70 người.